# Dušan Petrović

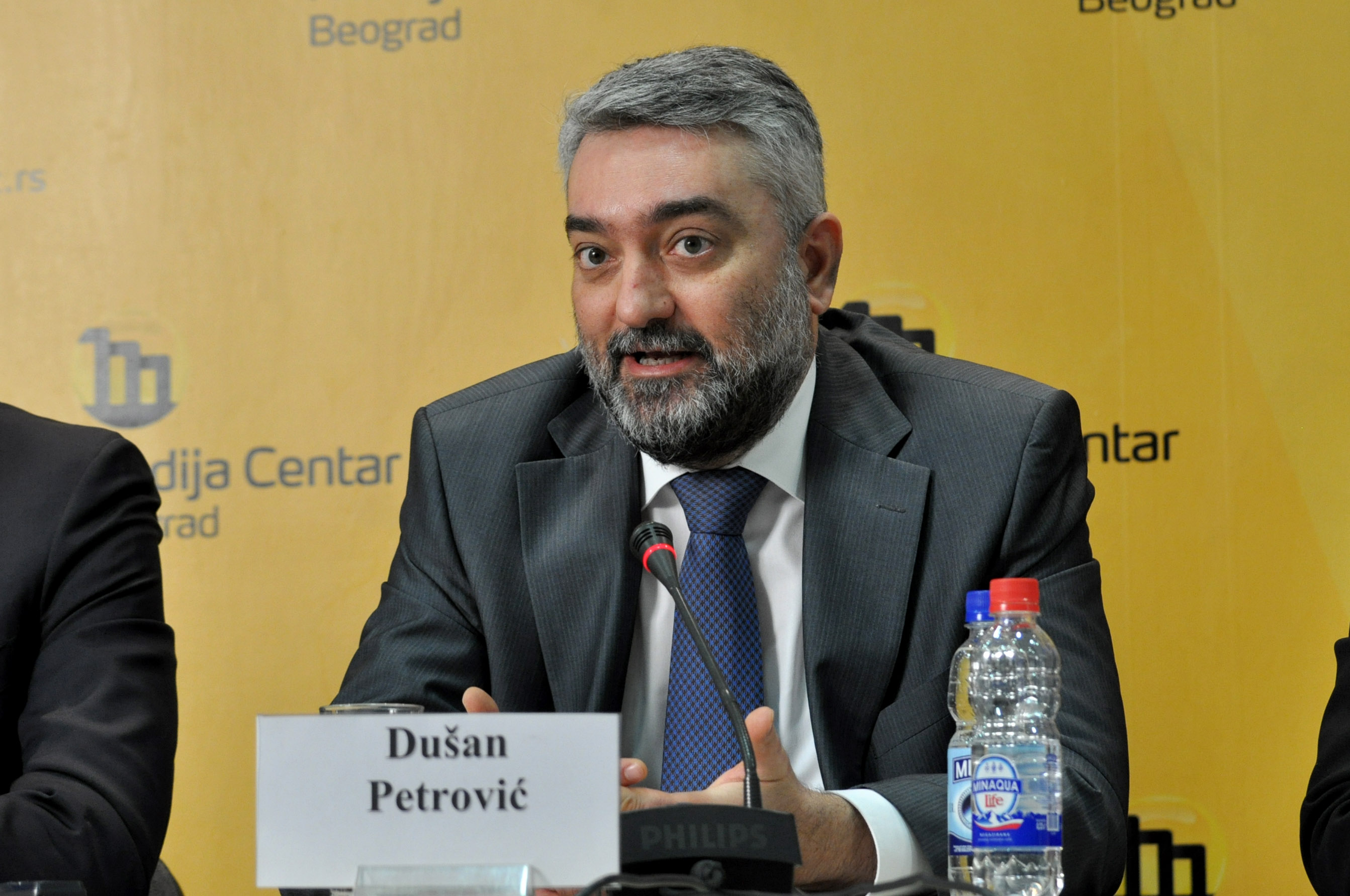
Dušan Petrović

Dušan Petrović (* 8. September 1966 in Šabac, Jugoslawien) ist ein serbischer Politiker und war von 2007 bis 2008 Justizminister.

## Leben
Dušan Petrović studierte Rechtswissenschaften an der Belgrader rechtswissenschaftlichen Fakultät und arbeitete von 1992 bis 2000 als Rechtsanwalt. Von 2000 bis 2004 war er Bürgermeister von Šabac und Abgeordneter im serbischen Parlament. Er ist seit 1992 Mitglied der Demokratischen Partei und wurde am 15. Mai 2007 als Justizminister Serbiens vereidigt.
| Personendaten    | Personendaten                           |
| ---------------- | --------------------------------------- |
| NAME             | Petrović, Dušan                         |
| KURZBESCHREIBUNG | serbischer Politiker und Justizminister |
| GEBURTSDATUM     | 8. September 1966                       |
| GEBURTSORT       | Šabac                                   |